# لیو یین (ورزشکار)
لیو یین (انگلیسی: Liu Yin؛ زادهٔ ۱۹ اوت ۱۹۸۱) ورزشکار کرلینگ اهل چین است.